# MTV Herzhorn

Vereinslogo des MTV Herzhorn

Der Männer-Turnverein Herzhorn von 1919 e. V. ist ein Verein aus der Schleswig-Holsteinischen Gemeinde Herzhorn. Der Verein ist überregional durch seine Handballabteilung bekannt.

## Abteilungen
Der Verein gliedert sich in die Abteilungen Tennis, Akrobatik, Kegeln, Gymnastik, Kinderturnen und Handball.

### Handball
Der Bereich Handball ist die größte Abteilung des MTV Herzhorn.
Die erste Männermannschaft spielte in den 1980er Jahren in der 2. Handball-Bundesliga. 1978 schaffte der MTV sogar den Aufstieg in die 1. Bundesliga, aus finanziellen Gründen verzichtete Herzhorn jedoch auf den Aufstieg. 1977 scheiterte der MTV erst im Halbfinale des DHB-Pokals am VfL Gummersbach. Die Mannschaft spielt derzeit in der Oberliga des Handball-Verbandes Schleswig-Holstein (HVSH). Da in Herzhorn selbst keine geeignete Sporthalle für die Austragung der Spiele vorhanden ist, finden die Oberliga-Spiele in der 800 Zuschauer fassenden, 10 km entfernten Glückstädter Sporthalle „Glückstadt-Nord“ statt. Bekanntester Handballspieler war der 54-fache Nationalspieler Klaus Lange.
Auch die Handballerinnen des Vereins spielten zeitweilig in der Bundesliga, Herzhorns Silke Jönsson wurde 1979 A-Nationalspielerin, auch ihre Schwester Kerstin Jönßon war in der Nationalmannschaft aktiv.

## Erfolge
Frauen
| - Aufstieg in die 1. Handball-Bundesliga Nord 1981 - Meister Regionalliga Nord (2. Liga) 1981 - Aufstieg in die Regionalliga (3. Liga) 2000, 2009 - Aufstieg in die Oberliga-HH/SH (4. Liga) 2016 - Hauptrundenteilnehmer DHB-Pokal |

|  |

Männer
| - Meister Regionalliga Nord (2. Liga) 1978 - Aufstieg in die 2. Handball-Bundesliga Nord 1985 - Meister Regionalliga Nord (3. Liga) 1985 - Aufstieg in die Oberliga-HH/SH (4. Liga) 2018 - Hauptrundenteilnehmer DHB-Pokal |

|  |

Nachwuchs
- Die weibliche und die männliche A-Jugend gewinnen 2003 den NOHV-Pokal.[6]

### Spielerpersönlichkeiten
- Klaus Lange (Handballspieler und -trainer)
- Hendrik Pekeler (Handballnationalspieler)
- Luca Schwormstede (Handballspieler)
- Aimée von Pereira (Handballspielerin)